# Taurongia
Genre
Synonymes
- Hylobius Hogg, 1900 nec Germar 1817
- Hylobihoggia Strand, 1935

Taurongia est un genre d'araignées aranéomorphes de la famille des Desidae.

## Distribution
Les espèces de ce genre sont endémiques du Victoria en Australie.

## Liste des espèces
Selon World Spider Catalog (version 17.0, 09/06/2016) :
- Taurongia ambigua Gray, 2005
- Taurongia punctata (Hogg, 1900)

## Publications originales
- Hogg, 1901 : On Australian and New Zealand spiders of the suborder Mygalomorphae. Proceedings of the Zoological Society of London, vol. 1901, no 2, p. 218-279 (texte intégral).
- Hogg, 1900 : A contribution to our knowledge of the spiders of Victoria: including some new species and genera. Proceedings of the Royal Society of Victoria (N.S.), vol. 13, p. 68-123 (texte intégral).